# Karşıyaka, Erdek
Karşıyaka là một thị trấn thuộc huyện Erdek, tỉnh Balıkesir, Thổ Nhĩ Kỳ. Dân số thời điểm năm 2010 là 2.663 người.